# Tau Zero
Tau Zero é um romance literário de ficção científica de 1970 do escritor estadunidense Poul Anderson.
Poul ganhou o prêmio Hugo Award sete vezes e o Nebula Award três vezes, além de outros prêmios, incluindo o Grand Master Award dos escritores de ficção científica dos EUA.
O livro foi escrito em 1970, inspirado no conto "To Outlive Eternity", publicado no ‘Galaxy Science Fiction’ (1967), e foi indicado ao  Hugo Award de Melhor romance de ficção cientifica, em 1971.
O texto consiste em prosa narrativa, intercalada com parágrafos mais descritivos, nos quais, o autor tenta explicar a base científica da relatividade, a dilatação do tempo, a mecânica da nave e detalhes do cosmos. O romance pertence ao sub-gênero da ficção científica que é conhecida como: ‘ficção científica hard’ ou ‘Hard Sci-fi’, que se caracteriza por manter a precisão técnica e científica, na sua narrativa.

## Origem do título
O título do romance é derivado do valor do fator de contração do tempo Tau ({\displaystyle \tau }), onde {\displaystyle \tau ={\sqrt {1-v^{2}/c^{2}}}} em que, 'V' é a velocidade da nave e, 'C' é a velocidade da luz. A uma determinada velocidade, a duração experimentada na Terra, considerada 'não acelerada' pode ser multiplicada por tau para produzir a duração experimentada a bordo da nave. Portanto, como Anderson escreve, "quanto mais próxima [a velocidade da nave] chegar da velocidade da luz, mais próximo de  zero chegará o fator 'Tau' e maior será o tempo decorrido fora da nave, em relação a quem está dentro dela. A nave, no romance, pretendia atingir uma tau de 0,015, mas, à medida que continuam a acelerar sem controle além do cronograma original, esse fator diminui muito mais.
Esse uso do Tau é um tanto idiossincrático. Na física, tau é mais comumente usado para representar o tempo total decorrido do relógio em movimento, de modo que o "fator tau" de Anderson é o que seria convencionalmente escrito d{\displaystyle \tau }/dt. Os físicos também preferem usar gama (γ) para representar o fator de Lorentz na dilatação do tempo, que na terminologia de Anderson seria '1/{\displaystyle \tau }'.

## Enredo
A trama descreve a vida da tripulação à bordo da nave interestelar ‘Leonora Christine’ e os acontecimentos durante uma viagem à uma estrela distante. A nave é  tripulada por 25 homens e 25 mulheres com o objetivo de alcançar e colonizar um planeta que orbita a estrela Beta Virginis, a cerca de 30 anos-luz da terra. A nave é impulsionada por um propulsor Bussard (Bussard ramjet) que é um sistema de propulsão para naves espaciais proposto em 1960 pelo físico Robert W. Bussard, ou seja, dez anos antes de Anderson escrever o livro. Este sistema foi popularizado pelo escritor e divulgador científico Carl Sagan no livro e série de TV 'Cosmos' e também no próprio romance 'Tau Zero'.
O propulsor não é capaz de impulsionar a nave mais rápido que a luz e, portanto, a viagem está sujeita aos efeitos da relatividade, como a dilatação do tempo: A tripulação passará anos a bordo e um tempo muito maior terá sido decorrido na terra. A viagem será longa e, provavelmente, sem retorno para a maioria da equipe, pois a missão é de colonização do novo planeta.

## Acontecimentos
A nave interstelar acelera a uma taxa constante durante a viagem, atingindo uma porcentagem apreciável da velocidade da luz. No entanto, no 3º ano de viagem, quase na metade do caminho, a Leonora Christine entra em rota de colisão com um pequeno objeto estelar,, porém, muito veloz, que seus sistemas de segurança, não conseguiram detectar. Ao colidir com o objeto, as conchas de Bussard, que fazem parte do módulo de desaceleração, são danificadas. Isso gera um problema, pois os motores deste sistema também fornecem proteção contra partículas e radiações do espaço e não podem ser desligados onde a concentração de poeira interestelar é alta. Então, é necessário estar no vácuo quase absoluto para se efetuar a tarefa, obrigando à nave a se deslocar para um local cada vez mais distante da Via Láctea.
Assim o comandante decide por manter a aceleração, para alcançar uma região do cosmos com baixa densidade de poeira interestelar e com  uma baixa taxa de radiação, para que os técnicos possam sair e efetuar a manutenção da nave, desviando-se da missão inicial de ir a Beta Virginis.
Enquanto isso não for feito, a nave seguirá sempre acelerando, o que pode lavá-la a chegar próxima de 100% da velocidade da luz, em que atingiria o coeficiente ‘Tau Zero’. O destino dos viajantes espaciais será vagar pelo espaço vazio dos confins do universo, até que algumas décadas à frente (tempo interno à nave), os sistemas de manutenção da vida comecem a falhar (ar respirável, plantações hidropônicas, etc).
Assim, a nave segue em direção ao vácuo, próximo aos superaglomerados de galáxias, a distancias imensuráveis. Na terra, milhões de anos (tempo) teriam se passado desde sua partida, e também estariam a milhões de anos-luz do nosso planeta (distância). Desta forma, um imenso dilema se projeta sobre a tripulação - Ainda será possível retornar à terra ??? E também, ainda será possível ir até Beta Virginis ???
Nessa situação extrema, a tragédia parece se aproximar, e em alguns momentos, a morte parece iminente, mesmo que esta, se ocorrer, se dará em microssegundos, devido a velocidade absurda da nave. Há uma passagem em que a tripulação se recolhe aos seus aposentos, para esperar e fazer uma última oração ou pensamento, torcendo pelo melhor, mas sabendo que, se a operação em curso der errado, a nave será destruída instantaneamente. 
O comandante tem que tomar decisões de vida ou morte, várias vezes, ao tentar passar perto do centro de alguma galáxia dos superaglomerados distantes. Aos tripulantes, não resta muito a fazer, a não ser distrair-se com alguma atividade ou trabalho, e por isso alguns passam por problemas, como a falta de ânimo para seguir viagem e outros desenvolvem um quadro psicológico mais grave, como a depressão.
Como aceitar este destino – Fazer parte dos últimos seres humanos no universo, viver por anos, confinados dentro de uma nave espacial, a milhões de anos luz da terra, adquirindo conhecimentos nunca imaginados, presenciando maravilhas do espaço profundo, e de repente, morrer no vácuo congelante do cosmos, tendo apenas a poeira interestelar como testemunha?

## Personagens
- Ingrid Lindgren - Primeira oficial, Sueca; Ela se torna a porta-voz da autoridade e o elo de comunicação entre a tripulação e os passageiros.
- Charles Reymont - Policial, Interplanetário por opção; Veterano interestelar; Garante a ordem nas horas difíceis, tornando-se o líder, de fato, da nave (embora não admita claramente).
- Lars Telander - Capitão da nave, Sueco - Protestante devoto e um líder forte, após o acidente sua capacidade de liderar e tomar as decisões corretas, se desintegra.
- Boris Fedoroff - Engenheiro-chefe, Russo; Competente e corajoso, passa por um período depressivo e tem sérios problemas com o policial Reymont.
- Chi-Yuen Ai-Ling - Planetologista, Chinesa; Após o término de Reymont com Ingrid, ela e Reymont iniciam um relacionamento de longo prazo.
- Elof Nilsson - Atrônomo, Sueco; Um cientista brilhante, mas arrogante, fisicamente pouco atraente e completamente carente de sensibilidade sociais, seu relacionamento com Sadler se autodestrói rapidamente, mas depois ele e Ingrid começam uma parceria.
- Emma Glassgold - Bióloga molecular, nacionalidade não declarada; Viveu a maior parte de vida em Israel; Desenvolve um relacionamento sincero por Norbert Williams.
- Norbert Williams - Químico, Estadunidense; Impetuoso, de cabeça quente, mas capaz de um profundo sentimento por Emma Glassgold.
- Johann Friewald - Maquinista, Alemão; Um homem de coragem e boa natureza; após o desastre, ele se torna o braço direito de Reymont para manter a ordem e garantir a sobrevivência dos viajantes.
- Jane Sadler - Biotécnica, Canadense; Após um fracassado relacionamento com Nilsson, ela e Friewald se tornam parceiros permanentes.

## Temas
- Grande parte do romance trata das reações e conflitos dos membros da tripulação por serem os últimos remanescentes da humanidade e a perspectiva de serem confinados indefinidamente dentro da nave. Embora eles estivessem preparados para "perder" décadas terrestres durante sua jornada a bordo da nave, o entendimento de que eles estão dentro de uma verdadeira máquina do tempo, sendo levados cada vez mais para o futuro distante, tem vários efeitos na psicologia de cada um.

- Relatividade - São mostrados alguns efeitos da teoria da relatividade geral de Albert Einstein, sobre a nave interestelar e seus tripulares, como: Dilatação do tempo, contração do espaço, sistema quadrimensional espaço-tempo, etc.

- Máquina do tempo - Como consequência dos efeitos relativísticos, devido a super dilatação do tempo provocada pela velocidade extrema da nave, esta passa a funcionar como uma verdadeira máquina do tempo.

- Incidental aos temas principais, está a situação política no planeta Terra: um futuro em que as nações do mundo confiaram à Suécia a supervisão do desarmamento mundial e se viram depois, sob o domínio do Império Sueco. Esse subtema reflete o grande interesse que o autor do livro, um cidadão estadunidense de origem dinamarquesa, possuía na história e na cultura escandinavas. Nas partes posteriores do livro, os personagens comparam sua situação desesperadora à de personagens semi-míticos da lenda escandinava, com a poesia relevante citada ocasionalmente. O próprio nome da nave espacial, faz alusão a uma condessa dinamarquesa: Leonora Christina Ulfeldt, que por motivos políticos, foi encarcerada em uma masmorra do seu próprio castelo, por duas décadas, e por isso, tornou-se uma lenda na literatura e arte dinamarquesas.